# Giovanni Filippo Ingrassia
Giovanni Filippo Ingrassia ou Ioannis Philippi Ingrassiae (Regalbuto, 1510 - Palermo, 6 de novembro de 1580) foi um médico italiano, estudante de Vesalius, professor na Universidade de Nápoles, da Sicília Protomedicus e uma figura importante na história da medicina e da anatomia humana.